# La Vérité sur Tchernobyl
 (août 2025).
La mise en forme du texte ne suit pas les recommandations de Wikipédia : il faut le « wikifier ».
Les points d'amélioration suivants sont les cas les plus fréquents :
- Les titres sont pré-formatés par le logiciel. Ils ne sont ni en capitales, ni en gras.
- Le texte ne doit pas être écrit en capitales (les noms de famille non plus), ni en gras, ni en italique, ni en « petit »…
- Le gras n'est utilisé que pour surligner le titre de l'article dans l'introduction, une seule fois.
- L'italique est rarement utilisé : mots en langue étrangère, titres d'œuvres, noms de bateaux, etc.
- Les citations ne sont pas en italique mais en corps de texte normal. Elles sont entourées par des guillemets français : « et ».
- Les listes à puces sont à éviter, des paragraphes rédigés étant largement préférés. Les tableaux sont à réserver à la présentation de données structurées (résultats, etc.).
- Les appels de note de bas de page (petits chiffres en exposant, introduits par l'outil «  Source ») sont à placer entre la fin de phrase et le point final[comme ça].
- Les liens internes (vers d'autres articles de Wikipédia) sont à choisir avec parcimonie. Créez des liens vers des articles approfondissant le sujet. Les termes génériques sans rapport avec le sujet sont à éviter, ainsi que les répétitions de liens vers un même terme.
- Les liens externes sont à placer uniquement dans une section « Liens externes », à la fin de l'article. Ces liens sont à choisir avec parcimonie suivant les règles définies. Si un lien sert de source à l'article, son insertion dans le texte est à faire par les notes de bas de page.
- La présentation des références doit suivre les conventions bibliographiques. Il est recommandé d'utiliser les modèles {{Ouvrage}}, {{Chapitre}}, {{Article}}, {{Lien web}} et/ou {{Bibliographie}}. Le mode d'édition visuel peut mettre en forme automatiquement les références.
- Insérer une infobox (cadre d'informations à droite) n'est pas obligatoire pour parachever la mise en page.

Pour une aide détaillée, merci de consulter Aide:Wikification.
Si vous pensez que ces points ont été résolus, vous pouvez retirer ce bandeau et améliorer la mise en forme d'un autre article.

La Vérité sur Tchernobyl est un ouvrage publié en France en 1990 par l'éditeur Albin Michel.
Écrit par l'ingénieur en génie atomique, Grigori Medvedev, à l’époque sous-directeur à la Direction générale de la construction des centrales nucléaires au ministère de l'Énergie de l'URSS, il est préfacé par le père de l'arme nucléaire soviétique, le physicien et par la suite dissident politique, Andreï Sakarov.

## Contenu
Dans cet ouvrage, Grigori Medvedev, qui a lui même été envoyé par les autorités soviétiques en mission à Tchernobyl du 8 au 16 mai 1986 afin d'analyser la situation, détaille les causes à la fois techniques et humaines de la catastrophe nucléaire survenue le 26 avril 1986 à la centrale de Tchernobyl sur le réacteur 4, modèle RMBK, qui expulse 50 tonnes de particules radioactives dans l'atmosphère vers l'ensemble du continent européen via les vents porteurs,.
Il décrit le contexte du développement de l'énergie nucléaire en URSS. Il revient en détail sur les défauts de conception du réacteur ouis chronologiquement heure par heure, sur le déroulement de l'exercice et les décisions ayant mené à l'accident nucléaire. 
Puis, après l'explosion, il détaille l’héroïsme des pompiers intervenus dans les premières heures pour circonscrire l'incendie sur le toit au prix de leur vie et éviter un effondrement, la lutte des équipes de maintenance à l'intérieur de la centrale dans les conditions d'une catastrophe nucléaire avec les conséquences souvent fatales pour leurs organismes en raison des rayonnements ionisants qui s'échappent du cœur du réacteur à l'air libre ou encore les décisions de l'équipe en charge du réacteur jumeau, le numéro 3 empêchant une aggravation de la situation,.
Il restitue également le manque de transmission d'une information fiable et claire de la direction de la centrale vers les autorités de tutelle et des centres de décision lors des premières heures de la catastrophe en raison de la panique, de l'incrédulité et de la surprise de l'équipe dirigeante de la centrale, conduisant à sous estimer les conséquences de cette dernière jusqu'au 29 avril 1986.
Il relate enfin à la fois l'impréparation et la désorganisation des autorités face à une situation qui n'a pas été anticipée puis, par la suite, la prise en charge par l'armée soviétique, qui est en charge des catastrophes civiles en URSS, pour résoudre la crise et les conséquences pour les soldats impliqués.